# Il cammino (Eros Ramazzotti)
Il cammino è un brano musicale scritto da Eros Ramazzotti, Adelio Cogliati e Claudio Guidetti, eseguito dallo stesso Ramazzotti e pubblicato il 4 dicembre 2009 come terzo singolo tratto dall'album Ali e radici.

## Tracce
1. Il cammino

## Formazione
- Eros Ramazzotti - voce
- Reggie Hamilton - basso
- Abe Laboriel jr - batteria
- Claudio Guidetti - chitarra acustica
- Michael Landau - chitarra elettrica, chitarra solista
- Larry Goldings - pianoforte, pianoforte elettrico, organo Hammond
- Raffael Padilla - percussioni
- Paul Buckmaster - archi
- Alex Brown - cori
- Alfie Silas - cori
- Jim Gilstrap - cori
- Phil Ingram - cori